# The Black Book
The Black Book é um seriado estadunidense de 1929, no gênero ação, dirigido por Spencer Gordon Bennet e Thomas Storey, em 10 capítulos, estrelado por Allene Ray e Walter Miller. O seriado foi produzido e distribuído pela Pathé Exchange, e veiculou nos cinemas estadunidenses entre 21 de julho e 22 de setembro de 1929.
Foi o último seriado silencioso; um mês após, em agosto desse mesmo ano, a Mascot Pictures lançaria o primeiro seriado com som (parcial), “The King of the Kongo”. Foi o último seriado da Pathé.

## Elenco
- Allene Ray - Dora Drake
- Walter Miller - Ted Bradley
- Frank Lackteen - Valdez
- Paul Panzer - Hawk
- Marie Mosquini - Sally
- Edith London - Mrs. Valdez
- Willie Fung - Tin Lung
- Edward Cecil - Limpy Lambert
- John Webb Dillon - LeBec
- Fred Malatesta - Sudro
- Floyd Adams - Michael
- Olga Vanna – a arrumadeira
- Jock Fraser
- Evan Pearson
- Clay De Roy

## Capítulos
1. “The Secret of the Vault” (21 de julho de 1929)
2. “The Death Rail”
3. “A Shot in the Night”
4. “The Danger Sign”
5. “The Flaming Trap”
6. “The Black Van”
7. “The Fatal Hour”
8. “The Mystery Mill”
9. “The Assassin Strikes”
10. “Out of the Shadows” (22 de setembro de 1929)